# デニス・コロディン
デニス・コロディン（ロシア語: Денис Колодин, 1982年1月11日 - ）は、ロシアのサッカー選手。ポジションはディフェンダー。

## 経歴

### クラブ
2000年、オリンピア・ヴォルゴグラードでプロデビュー。ウララン・エリスタ、クリリヤ・ソヴェトフ・サマーラを経て、2005年にFCディナモ・モスクワへ加入。プロデビュー当初は、フォワードとしてプレーしていた。その後ミッドフィールダーを経て、現在はディフェンダー（主にCB）としてプレーしている。ディナモ・モスクワでは2009年シーズンまではPKおよびFKのキッカーを務めていた。2010年シーズン以降は出場機会が減り始め、2011-12シーズン途中にはFCロストフへレンタル移籍していた。
2012-13シーズンからFCヴォルガ・ニジニ・ノヴゴロドへ完全移籍。

### 代表
2001年から2003年までの期間にはU-21代表に招集され13試合に出場をした。
2004年8月18日、リトアニア代表との親善試合でロシア代表デビューを果たした。
UEFA EURO 2008予選では、イグナシェヴィッチ、ベレズツキ兄弟のバックアッパーに過ぎなかったが、本大会では、硬いディフェンダー陣の中心として活躍した。また、積極的な攻撃参加や、ゴールから最大40メートルもの距離から放たれる超強力なミドル・ロングシュートも印象的だった。

## 人物
- 独身を押し通している。あるインタビューによると、今後も結婚をする予定はないと語っている。
- 仲が良い選手は、プロデビューしたオリンピア・ヴォルゴグラード時代で同年代のチームメイトだったロマン・アダモフ。
- ロック音楽を好み、好きなアーティストは、アリアとKorol i Shut。

## タイトル

### 個人
- ロシアリーグ・ベストプレイヤー33：No.1 (2006, 2008)  No.2 (2007)  No.3 (2009)